# Кобела, Дорота
Дорота Кобела (пол. Dorota Kobiela — род. 1978, Бытом, Катовицкое воеводство) — польская сценаристка, режиссёр и продюсер.

## Биография
Родилась в 1978 году в польском городе Бытом. Выпускница Академии изящных искусств в Варшаве. В течение четырёх лет подряд получала стипендию Министра культуры за особые достижения в живописи и графике. Благодаря друзьям, Дорота открыла для себя анимацию и фильм и начала изучать эти новые художественные дисциплины, посещала Варшавскую киношколу, факультет режиссуры. В конце июня 2018 года стала членом Американской академии киноискусств и наук, как и её муж, британский аниматор Хью Уэлшман.
В 2004 году она выпустила анимационные короткометражные фильмы «Письмо» и «Люби меня», в следующем году «Мистер Бир», а в 2006 году — первый короткометражный фильм «Харт в руке». В 2011 году выходит фильм «Маленький почтальон», который стал первым в мире фильмом со стереоскопической анимацией. Этот проект выиграл в номинации «Лучший короткометражный фильм» на кинофестивале LA 3D, 3D Stereo Media (Льеж), 3D Film & Music Fest (Барселона).
В своем шестом анимационном фильме «Ван Гог. С любовью, Винсент» режиссёр совместила две своих страсти — к кино и к живописи. Фильм был задуман как короткометражный и Дорота Кобела собиралась нарисовать все сама, однако после расширения проекта до полнометражного, задача написания сценария и режиссуры стала настолько объёмной, что ей пришлось прибегнуть к помощи 125 художников. Фильм впервые был представлен в июне 2017 года и стал её дебютной полнометражной лентой. Картина считается первым полнометражным анимационным фильмом, включающим сцены, снятые с реальными людьми, затем перекрашенные в масло.

### Личная жизнь
Дорота Кобела замужем за британским аниматором Хью Уэлшманом, с которым они вместе работали над кинолентой «С любовью, Винсент».